# Freio de bicicleta

Animação do sistema de pivô único.

Freio de bicicleta são usados para parar uma bicicleta. Diversos sistemas e modelos de freio foram desenvolvidos ao longo do tempo. São geralmente acionados com as mãos através de manetes localizado no guidão, mas em alguns casos como tambores, pode ser acionado pela pedivela.
Existem atualmente três sistemas principais;

## Freio a borracha
Freio a borracha é um acessório que permite parar ou travar a roda de uma bicicleta , tanto como um carro ou uma moto. Freio a borracha e duas balanças que imprensam a roda.

## Freio a tambor
Este sistema é acionado quando o pedal é girado do lado contrário (para trás),um conjunto de mecanismo faz com que uma espécie de cubo inche dentro do outro cubo,fazendo uma pressão contra o cubo externo, que gira no seu sentido normal.
Este modelo de freio dura em média 5 a 8 anos sem precisar trocar peças e sua manutenção é quase zero.
A corrente deve estar em bom estado, para não arrebentar ou cair. Sem a corrente, o freio não será acionado (mesmo sendo raro uma corrente deste modelo de freio cair ou arrebentar).